# NGC 7522
NGC 7522は、はっきりと特定されていない天体である。候補として挙がっている恒星はあるが、同定する証拠がない。

## 経緯
1886年に、フランク・ミュラーが記録したのが最初とされる。ニュージェネラルカタログでは、「とても暗く、とても小さく、ムラのある丸型、10等星が東北東に3分の位置にある」と説明される。インデックスカタログの注釈には、同じ位置をハーバート・ハウが三度観測してみつけられなかったことが記されている。
ミュラーが記した座標、及び説明に合致する星雲は存在しない。説明を補完するスケッチも現存せず、NGC 7522とされた天体が何であるか、明らかにできない。ヨーロッパ南天天文台は、指定された座標の近くにある銀河を提案したが、ミュラーが観測を行ったマコーミック天文台の26インチ望遠鏡でみえる明るさではない。一方、ミュラーの座標から東へ30分程の位置に、説明にある10等星との方位角・離角がぴたりと一致する15等星が存在し、マコーミック天文台が発表した星雲の座標には同様に実際の位置とずれているものがいくつもあることから、有力な候補とされているが、確証はない。